# Кодьєв Петро Іванович
Петро Іванович Кодьєв (нар. 25 липня 1899, Новогеоргіївськ — пом. 21 грудня 1968, Київ) — український радянський живописець і музеєзнавець; член Спілки радянських художників України з 1938 року. Батько мистецтвознавця Олени Кодьєвої.

## Біографія
Народився 13 [25] липня 1899 року в місті Новогеоргіївську (нині затоплене водами Кременчкцького водосховища, Україна) у сім'ї робітника. У 1919 році сім місяців навчався в Москві у 2-х державних художніх майстернях Василя Кандинського. Упродовж 1919—1920 років воював на полях Громадянської війни. У серпні 1920 року відкликаний із армії Олександрійським повітовим парткомом і направлений на роботу секретарем Новогеоргіївського райкому комсомолу, де пропрацював до 1922 року. В 1923 році працював на будівництві на Донбасі. Потім обіймав посаду художника в робітничих клубах міста Артемівська. Член РКП(б) з 1924 року.
Протягом 1929—1932 років навчався на живописному факультеті у Київському художньому інституті, де його викладачами були зокрема Віктор Пальмов, Абрам Черкаський. З 1931 по 1934 рік працював викладачем і очолював Київський художній технікум. У 1934 році став відповідальним секретарем новоствореної Спілки художників України, де працював до 1938 року. З 1938 по 1962 рік очолював Державні науково-дослідні реставраційні майстерні Міністерства культури УРСР. Одночасно, у 1943—1945 роках, працював директором Картинних фондів художніх музеїв України, які під час німецько-радянської війни були евакуйовані до Уфи, і успішно здійснив їх реевакуацію до Києва. Після війни незмінно перебував у керівництві Спілки радянських художників України; у 1945—1957 роках керував реставрацією творів із Дрезденської галереї. Помер у Києві 21 грудня 1968 року.

## Творчість
Працював у галузі станкового живопису. У реалістичному стилі створював історичні картини, портрети, пейзажі, натюрморти. Серед робіт:
- «У колгоспному степу» (1930);
- «Буревісник (Максим Горький серед бурлаків)» (1937; Дніпровський історичний музей);
- «Тарас Шевченко в Україні. 1859» (1938; Національний музей Тараса Шевченка; за цим твором є його ж картон для килима.);
- «Пророк (Тарас Шевченко)» (1939; Національний музей Тараса Шевченка);
- «Натюрморт з бронзою» (1944; Національний художній музей України);
- «Уфимський пейзаж» (1944);
- «Фарфоровий світ» (1944);
- «Окупація» (1946);
- «Тарас Шевченко серед селян» (1946);
- «Весна на фронті» (1947; Сумський художній музей);
- «Іспанія» (1947);
- «Олесандр Пушкін в Україні» (1947);
- «Брати» (початок 1950-х);
- «Осінь. У Ботанічному саду» (1953; 1960);
- «Тарас Шевченко слухає скрипаля на пароплаві, повертаючись із заслання» (1954; Шевченківський національний заповідник);
- «Повернення Тараса Шевченка з заслання» (1954; Горлівський художній музей);
- «Сполох» (1954, полотно, олія);
- «Квіти» (1959, полотно, олія);
- «Листопад» (1963, картон, олія);
- «Жуків острів. Дорога» (1964);
- «Тарас Шевченко на плоту. Біля Межигір'я. 1843» (1966);
- «Спогади про громадянську (Автопортрет)» (1968).

Брав участь у мистецьких виставках з 1927 року. Персональні посмертні виставки відбулися у Києві у 1969, 1999, 2009 роках та Кіровограді у 2004, 2009 роках.
Автор статті «Про критику і художників» // «Образотворче мистецтво», 1940, № 11.